# Pešca
Pešca är en ort i Montenegro. Den ligger i den östra delen av landet, 70 km nordost om huvudstaden Podgorica. Pešca ligger 700 meter över havet och antalet invånare är 1 721.
Terrängen runt Pešca är kuperad åt nordost, men åt sydväst är den bergig. Pešca ligger nere i en dal. Runt Pešca är det ganska glesbefolkat, med 48 invånare per kvadratkilometer. Närmaste större samhälle är Berane, 1,7 km norr om Pešca. I omgivningarna runt Pešca växer i huvudsak blandskog.